# アレクシー・ララス
アレクシー・ララス（Alexi Lalas）ことパナヨティス・アレクサンダー・ララス（Panayotis Alexander Lalas, 1970年6月1日 - ）は、アメリカ・ミシガン州出身の元サッカー選手、ミュージシャンである。サッカー選手としてはポジションはDFを務め、中心選手として90年代のアメリカ代表を支えた。赤毛の長髪と顎髭という独特な風貌、そして堅実かつ剛健な守備ぶりで広く人気を博した。引退後はアメリカサッカー殿堂(en:National Soccer Hall of Fame)入りするなど、アメリカにおいては偉大なサッカー選手の一人として知られるが、現役時の本人はむしろミュージシャンと自認していた。

## 経歴
ララスは幼少期にギリシャ系の父からサッカーを教わった。大学ではラトガーズ大学を1989年のNCAAサッカー選手権(en:NCAA Men's Soccer Championship)の準優勝に導いた。
1994年から1996年までの間、セリエAのパドヴァでプレーした。ララスは米国籍で初めてセリエAでプレーした選手となり、ACミランとの対戦でセリエA初得点にしてアメリカ人選手としてのセリエA初得点を決めた。この年チームはプレーオフの末に何とかセリエA残留を果たした。1995年には全米サッカー最優秀選手(en:U.S. Soccer Athlete of the Year)を受賞。
1996年アメリカに帰国しメジャーリーグサッカー(MLS)に参加。ニューイングランド・レボリューション(1996年-1997年)、NY/NJメトロスターズ(1998年)、カンザスシティ・ウィザーズ(1999年)に所属した。1999年シーズン終了後、一旦は現役引退を表明したが、2001年に現役復帰、ロサンゼルス・ギャラクシーに入団、2002年にはMLSカップ(en:MLS Cup)で優勝、MLSベストイレブン(en:MLS Best XI)に選ばれた。2001年2月には来日し、ギャラクシーの一員として浦和レッドダイヤモンズと親善試合で対戦した。
アメリカ代表としては1990年5月6日、カナダ戦で初キャップ。90年代の中核を担い、96のキャップと9ゴールを記録。オリンピックとワールドカップにもそれぞれ2度ずつ出場した。特に自国開催の94年ワールドカップでは、優勝候補のコロンビアに勝利するなど守備の要としてベスト16進出に貢献、その活躍が認められ欧州へ移籍、米国人初のセリエA選手となった。98年フランス大会では出場の機会はなかったものの、テレビ中継映像でカメラを囃し立てるような叫び声を上げるなど、ベンチにいながら存在感を示している。
2003年、改めて現役引退。サンノゼ・アースクエイクスのゼネラル・マネージャー(GM)に就任。2005年にはメトロスターズのGMとして招かれたが、球団の売却に伴い辞任。2006年からはロサンゼルス・ギャラクシーのGMを務めている。
一方でララスは、ミュージシャンとしても活動している。ロックバンド「ジプシーズ」（The Gypsies、スリランカ出身の同名バンドen:The Gypsiesとは異なる）や「ネクター・ドロップ」(Nectar Drop)を結成し、ギタリスト兼ボーカリストとして活躍した。ジプシーズではCDを3枚リリースし、1998年にはヨーロッパツアーを敢行するなど、各地でライブを行っている。この頃の彼自身はサッカー選手としてよりもむしろミュージシャンを自認していたようである。
それを物語るエピソードとして、イギリスのサッカー情報番組「フットボール・ムンディアル」でララスを特集した際、彼はサッカー場ではなくスタジオでインタビューを受ける、「これまで一番の思い出」にライブシーンを語る、そしてインタビュアーから「ボールとギター、どちらを選ぶか」と問われた彼は間髪入れずに「そりゃギターさ、ボールは一生蹴り続けられないけど、ギターは一生の友達だろ？」と答える、といったさながら「MTV」のようなインタビューをあげることができる。1999年に現役引退を表明した際も、「音楽活動専念」を理由に挙げていた。もっともこの時の引退生活ではESPNなどでスポーツ解説者としても活動しており、今日でもクラブ経営の傍らテレビを賑わしている。

## 所属クラブ
- ラトガーズ大学(NCAA)?-1991
- パドヴァ 1994-1996
- ニューイングランド・レボリューション(MLS)1996-1997
- CSエメレク 1997
- NY/NJメトロスターズ(MLS)1998
- カンザスシティ・ウィザーズ(MLS)1999
- ロサンゼルス・ギャラクシー(MLS)2001-2003

## 代表歴

### 出場大会
- U-23アメリカ合衆国代表
  - バルセロナオリンピック
  - アトランタオリンピック（オーバーエイジ）
- アメリカ合衆国代表 1990-1998
  - 1994 FIFAワールドカップ (ベスト16)
  - 1998 FIFAワールドカップ (グループリーグ敗退)

### 試合数
- 国際Aマッチ 95試合 10得点（1991年-1998年）[2]

| アメリカ代表 | 国際Aマッチ | 国際Aマッチ |
| 年           | 出場        | 得点        |
| ------------ | ----------- | ----------- |
| 1991         | 2           | 0           |
| 1992         | 0           | 0           |
| 1993         | 25          | 5           |
| 1994         | 21          | 1           |
| 1995         | 12          | 2           |
| 1996         | 14          | 0           |
| 1997         | 14          | 2           |
| 1998         | 7           | 0           |
| 通算         | 95          | 10          |

## 受賞歴
- ミズーリ州体育協会年間最優秀選手賞(en:Missouri Athletic Club Player of the Year Award、現ハーマン賞(en:Hermann Trophy)1991
- 全米サッカー最優秀選手賞(en:U.S. Soccer Athlete of the Year)1995
- MLSベストイレブン: 2002

## ディスコグラフィー
いずれも「ジプシーズ」(The Gypsies)名義
- Woodland (?)
- Jet Lag (?)
- Ginger (1998)